# 保卫中国同盟

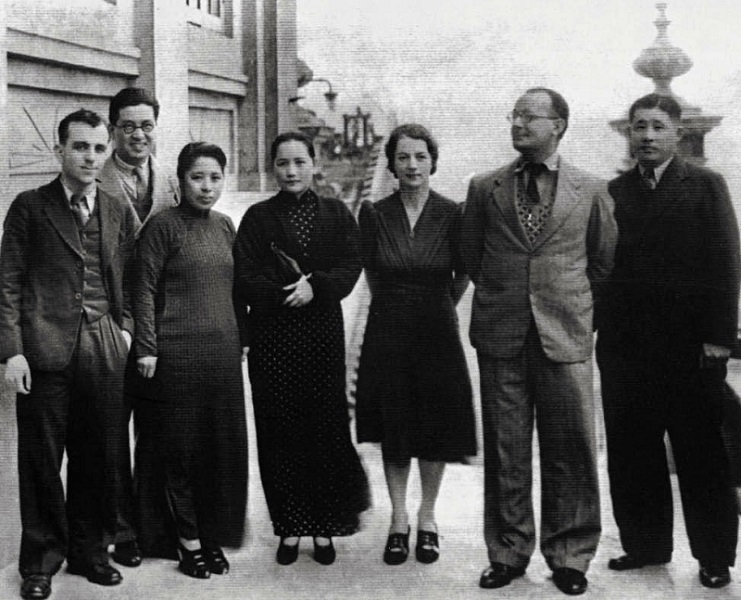
保卫中国同盟中央委员会委员合影（右起：廖承志、傅朗思、司徒永觉夫人、宋庆龄、廖梦醒、邓文钊、爱泼斯坦）

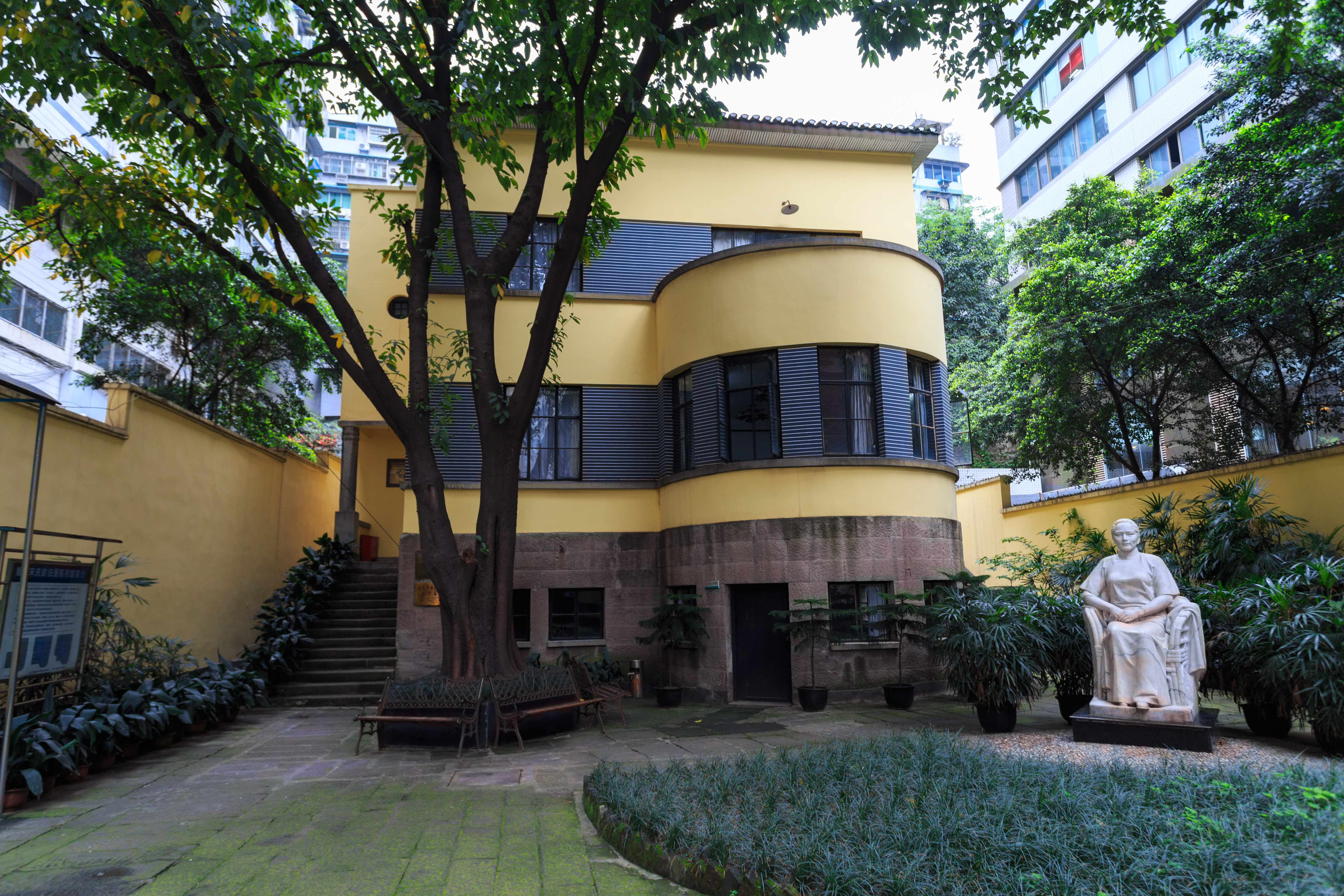
重庆保卫中国同盟总部旧址

保卫中国同盟（China Defense League, CDL），简称“保盟”，也称“保卫中国大同盟”，是宋庆龄于1938年6月14日在香港创立的一家抗日组织。后于1945年在上海改名为中国福利基金会，并于1950年改为中国福利会。保卫中国同盟由宋子文任会长，宋庆龄担任主席。在宋庆龄的邀请下，香港医务总监司徒永觉夫人希尔达·沙尔文-克拉克出任名誉书记，香港大学历史系的高级讲师傅朗思（Norman H. France，1904～1941）出任名誉司库，廖梦醒、邹韬奋、许乃波、爱泼斯坦等社会名流也在同盟中任职。
保卫中国同盟由中央委员会领导，中央委员会由爱泼斯坦、邓文钊、廖梦醒、宋庆龄、司徒永觉夫人、傅朗思教授和廖承志7人组成，下设有：
- 财政委员会，由邓文钊负责；1941年初傅朗思任保盟财务委员会负责人
- 运输委员会，由贝克登负责；
- 宣传出版委员会，由邹韬奋负责；1941年初希尔达·沙尔文-克拉克（英语：Hilda Selwyn-Clarke）担任宣传出版委员会秘书。
- （妇女）促进委员会，由玛丽恩-苔德莉女士负责。廖梦醒主持。

## 历史
1937年秋冬，新西兰记者、罗德学者詹姆斯·贝特兰访问了延安与华北敌后抗日根据地。1938年2月，周恩来在汉口的八路军办事处委托贝特兰把华北八路军伤病员急需医疗服务与物资的情况报告给在香港的宋庆龄。1938年3月，在香港的邓文钊家里，代表宋庆龄的廖承志与詹姆斯·贝特兰会见，廖承志提出要成立一个国际救援团体，成为中国人民与海外之间的桥梁，要找很有影响的人与有地位的外国人，并确定了保卫中国同盟这个名字。
1938年6月14日，在宋慶齡及其弟宋子良於香港干德道11號2A寓所的客厅內，保卫中国同盟成立。
1941年5月30日，身處美國華盛頓的宋子文致電報予在香港的保衛中國同盟中央委員會，宣佈退出“保盟”。宋慶齡於6月1日發表《关于宋子文退出“保盟”的声明的声明》，對宋子文退出保盟表示遺憾。宋庆龄亦以保盟中央委員會名義於6月5日發表長文《救濟工作與政治──答宋子文先生》。宋子文辭職電報、宋慶齡聲明、保盟中央委員會之文，均刊登在《保卫中国同盟新闻通讯》第33期上，1941年6月15日出版。
1942年夏秋之间，宋庆龄在重庆重建保盟，成立了新的中央委员会。同时邀请孙科、冯玉祥、贾瓦哈拉尔·尼赫鲁、保罗·罗伯逊等中外知名人士担任荣誉会员。

## 宣传
1938年6、7月间，保卫中国同盟开始在香港用英文编辑出版《保卫中国同盟新闻通讯》，简称《保盟通讯》，油印出版6期。1939年4月1日，《保盟通讯》改为铅印双周刊，出版了36期。1941年初从《保盟通讯》第26期起，还同时出版了中文版。1941年底，香港沦陷，《保盟通讯》停刊。英文版编辑：约翰·利宁、伊斯雷尔·爱泼斯坦、詹姆斯·贝特兰等人；中文版编辑：邹韬奋、金仲华等。